# Горшков, Николай Валентинович
Николай Валентинович Горшков (род. 24 февраля 1963, Ярославль) — советский хоккеист, нападающий. Мастер спорта СССР. Хоккейный функционер.

## Биография
Начал заниматься хоккеем в 3-м классе в спортивной секции в Ярославле. В пятом классе был переведён в детскую спортивную школу «Торпедо». После девятого класса по приглашению тренера Александра Рогова перешёл в горьковское «Торпедо». В сезоне 1980/81 играл за «Полёт» во второй лиге, в переходном турнире дебютировал в составе «Торпедо». После начала следующего сезона в рамках прохождения армейской службы оказался в молодёжной команде ЦСКА, стал чемпионом СССР. Полтора года играл во второй лиге за СКА МВО. По ходу сезона 1984/84 вернулся в «Торпедо». В сезоне 1987/88 получил тяжёлую травму, из-за которой завершил карьеру в 25 лет.
В сезонах 1998/99 — 1999/2000 — администратор ХК «Торпедо», в сезонах 2003/04 — 2009/10 — генеральный директор; заместитель генерального директора (2011—2013). С ноября 2002 — директор ЧУДО «Спортивный клуб „Торпедо“ ОАО „ГАЗ“». Заместитель генерального директора ХК «Чайка».